# Santa María Tataltepec
Santa María Tataltepec là một đô thị thuộc bang Oaxaca, México. Năm 2005, dân số của đô thị này là 303 người.